# Сюзюмское
Сюзюмское — село в Сосновоборском районе Пензенской области России. Входит в состав Николо-Барнуковского сельсовета.

## География
Расположено на левом берегу реки Тешнярь.

## История
Решением Законодательного собрания Пензенской области от 22.11.1995 г. № 249-13 Центральная усадьба совхоза «Сюзюмский» Николо-Барнуковского сельсовета переименована в село Сюзюмское.

## Население
| 1959 | 1979 | 1989 | 1996 | 2002 | 2010 |
| ---- | ---- | ---- | ---- | ---- | ---- |
| 297  | ↗448 | ↗459 | ↗502 | ↘463 | ↘409 |